# 양산 내원사 청동북
양산 내원사 청동북(梁山 內院寺 靑銅金鼓)은 대한민국 경상남도 양산시 내원사에 있는 고려시대의 불교 의식법구이다. 2011년 12월 23일 대한민국의 보물 제1734호로 지정되었다.

## 개요
쇠북, 즉 금고(金鼓)란 글자의 뜻 그대로 청동으로 만든 북으로서 금구(禁口), 또는 반자(飯子, 半子) 등으로 불리는 절에서 쓰인 의식법구의 하나이다. 범종이 주로 아침·저녁의 예불이나 중요한 의식법회 때 사용된 것과 비교해 볼 때 금고는 공양시간을 알린다거나 사람을 모으는 등 그보다 단순한 용도로 사용되었다.
통도사에 소장된 내원사 금고는 뒷면이 넓게 뚫려 공명구가 형성된 일반적인 형식의 반자형 금고이다. 고면은 아직까지 두줄의 융기동심원으로 나누어 내구는 소문의 당좌를 그리고 그 외연에는 팔엽의 연화문을 변형시킨 화문을 섬세하게 장식되었다. 가장 바깥인 외구에는 네 곳을 돌아가며 유려한 운문을 장식하였다. 이러한 운문은 동아대박물관 소장의 대안원년명(大安元年銘(1085)) 반자의 운문보다는 훨씬 율동적이면서 도안화된 느낌이다.
특히, 고면의 구획이 아직까지 2구로 간략히 세분되었고 경암사 반자의 운문 형식을 그대로 계승한 11세기의 마지막 편년작품이면서도 섬세하고 유려한 문양이 잘 표현된 고려 금고 가운데 수작으로 평가된다.
측면에는 두 개의 고리가 부착되었으며 이 측면을 돌아가며 ‘大安七年辛未五月日棟梁僧貞妙次知造納金仁寺鈑子一口重二十斤印(대안칠년신미오월일동양승정묘차지조납김인사판자일구중이십근인’이라는 굵은 필치의 음각명문을 정연하게 새겨놓았다. 기록된 내용은 ‘대안칠년인 1091년 신미 5월일에 동량승인 정묘가 금인사에 만들어 시납한 반자 1구로써 이십근의 중량이 소요되었다’는 내용으로 풀이된다. 금인사의 소재는 분명치 않지만 고려시대 절로서 소장처인 내원암과의 관련을 유추해 볼 때 내원암의 원 이름이거나 근처에 소재했던 사찰로 추측된다. 아울러 명문에 보이듯 반자라는 표기가 쇠금변에 반자(반자)로 사용되어 경암사명 반자(1073)의 반자(盤子)에서 대안원년(1085) 半子에서 다사 명칭이 바뀌어 가는 고려시대 금고의 시대적 변화를 보여준다. 명문의 말미에 기록된 ‘印’자는 의미 없는 종결 어미로 고려시대 불교공예품의 명문에 많이 사용된 이두식 표기로 알려져 있다.
이 작품은 전체적으로 보존 상태가 양호하면서도 고면의 문양이 섬세한 수작인 동시에 손상 없는 명문은 고려 금고 연구의 귀중한 편년 자료가 된다.

## 같이 보기
- 내원사

## 참고 자료
- 양산 내원사 청동북 - 국가유산청 국가유산포털